# Tildia acara
Tildia acara is een vlinder uit de familie van de Nymphalidae. De wetenschappelijke naam van de soort is voor het eerst voorgesteld als Acraea acara door William Chapman Hewitson in een publicatie uit 1865.

## Verspreiding
De soort komt voor in de bossen van Congo-Kinshasa (Shaba), Oost-Kenia, Tanzania, Angola, Zambia, Malawi, Mozambique, Zimbabwe, Botswana, Noord-Namibië, Zuid-Afrika en Swaziland.

## Waardplanten
De rups leeft op soorten van de passiebloemfamilie (Passifloraceae) waaronder Adenia cissampeloides (Planch. ex Hook.) Harms, Adenia glauca Schinz, Adenia gummifera (Harv.) Harms, Adenia lobata rumicifolia (Engl. & Harms) Lye, Passiflora caerulea L., Passiflora edulis Sims. en Passiflora incarnata L..